# Anna Nicoletti
Anna Nicoletti (ur. 3 stycznia 1996 w Arzignano) – włoska siatkarka, reprezentantka kraju, grająca na pozycji atakującej. 

## Sukcesy klubowe
Liga włoska:
- 2016, 2018

Liga Mistrzyń:
- 2018

Liga turecka:
- 2025[5]

## Sukcesy reprezentacyjne
Mistrzostwa Europy Kadetek:
- 2013

Mistrzostwa Świata Juniorek:
- 2015

Volley Masters Montreux:
- 2019

Letnia Uniwersjada:
- 2019